# Serginho Greene
Serginho Greene (Amsterdam, 24 giugno 1982) è un ex calciatore olandese di origini surinamesi, di ruolo difensore.

## Carriera
Dopo aver militato nell'Haarlem e nell'RKC Waalwijk, nel 2005 è giunto al Feyenoord. Il contratto con la squadra di Rotterdam è scaduto dopo quattro stagioni, nell'estate 2009.
Il 5 novembre ha firmato un contratto con gli olandesi del Vitesse. Il Vitesse non rinnova il suo contratto di durata di un anno. Il 10 agosto, viene ufficializzato il suo passaggio al Levski Sofia, con cui firma un contratto biennale. Il 22 luglio 2013 va in prova al Modena in Serie B italiana, ma dopo essere stato valutato per bene non rientra nei piani di mister Novellino e rientra nei Paesi Bassi senza squadra.

## Palmarès

### Club

#### Competizioni nazionali
- Coppa dei Paesi Bassi: 1

Feyenoord: 2007-2008